# بي أل تي

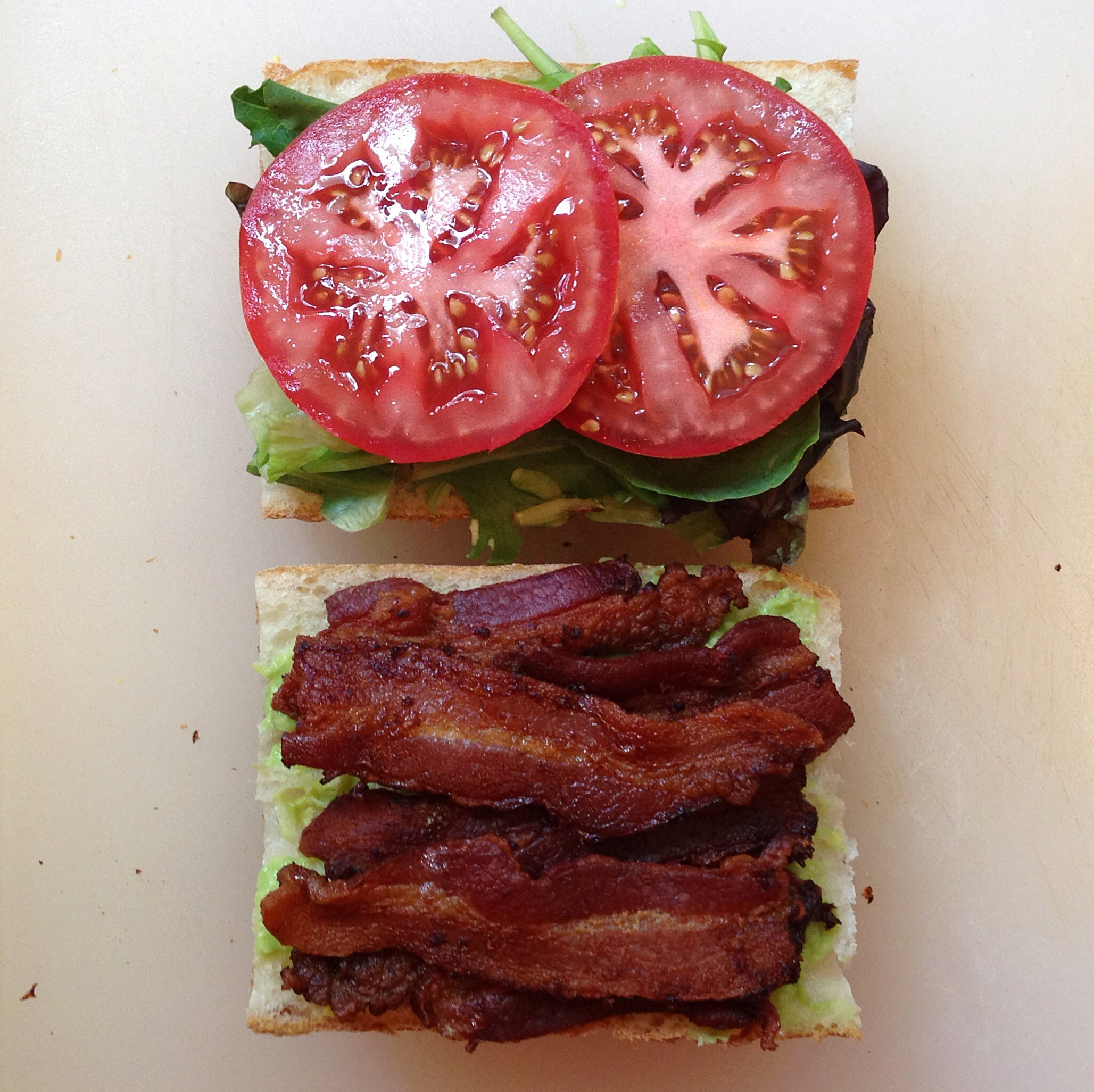
إعداد شطيرة بيألتي

شطيرة البي أل تي أي شطيرة البيألتي (بالإنجليزية: BLT)‏ وهو اختصار للأحرف الإنجليزية لكل من مكونات ثلاثة وهي: البايكن والخس والطماطم ثم الخبز لعمل الشطيرة. تطورت البيألتي من شطائر التي كانت تُقَدَّمُ مع الشاي، في نفس الوقت الوقت الذي تطورت فيه شطيرة الكلوب.

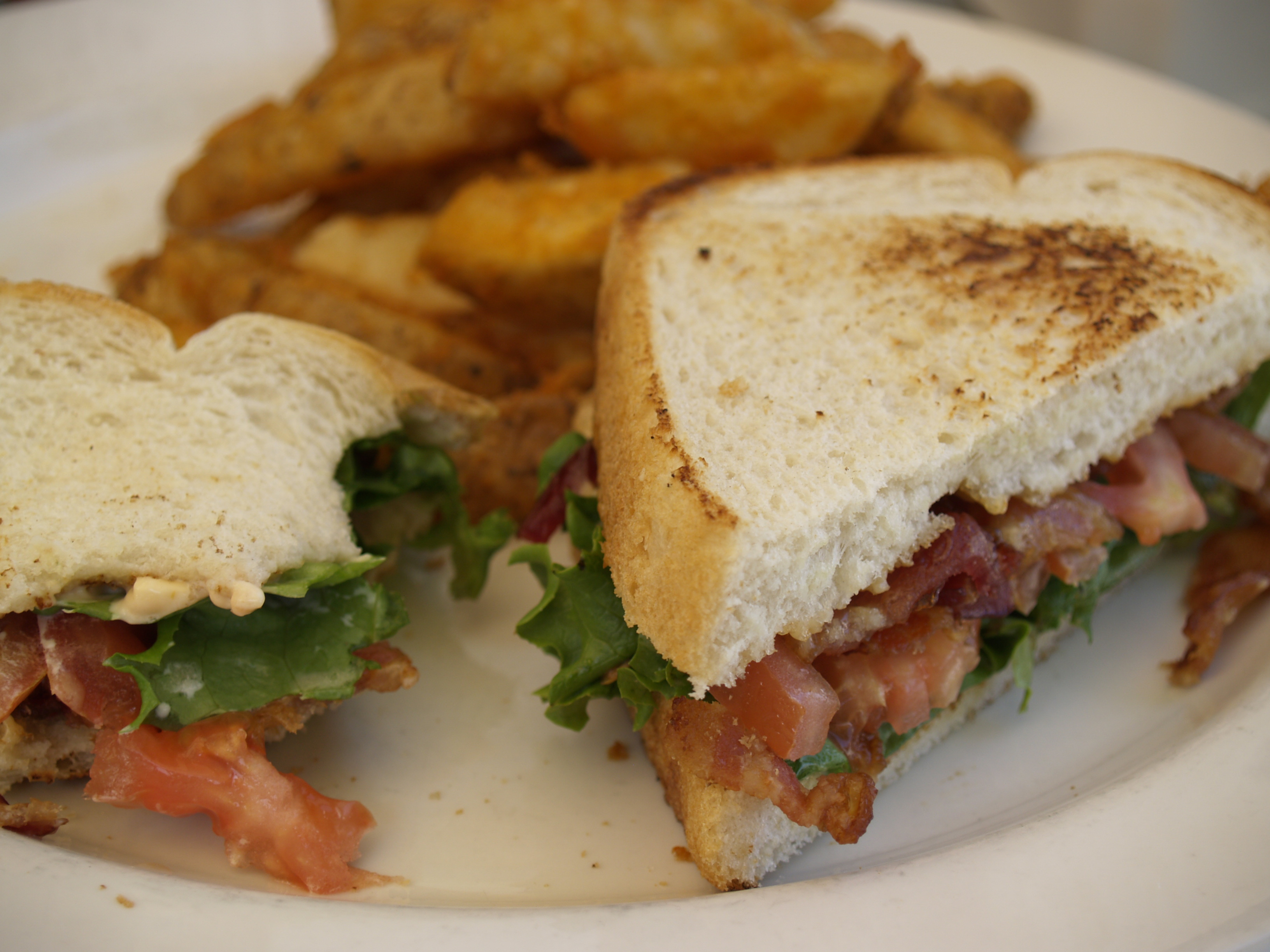
بيألتي مع البطاطا المقلية

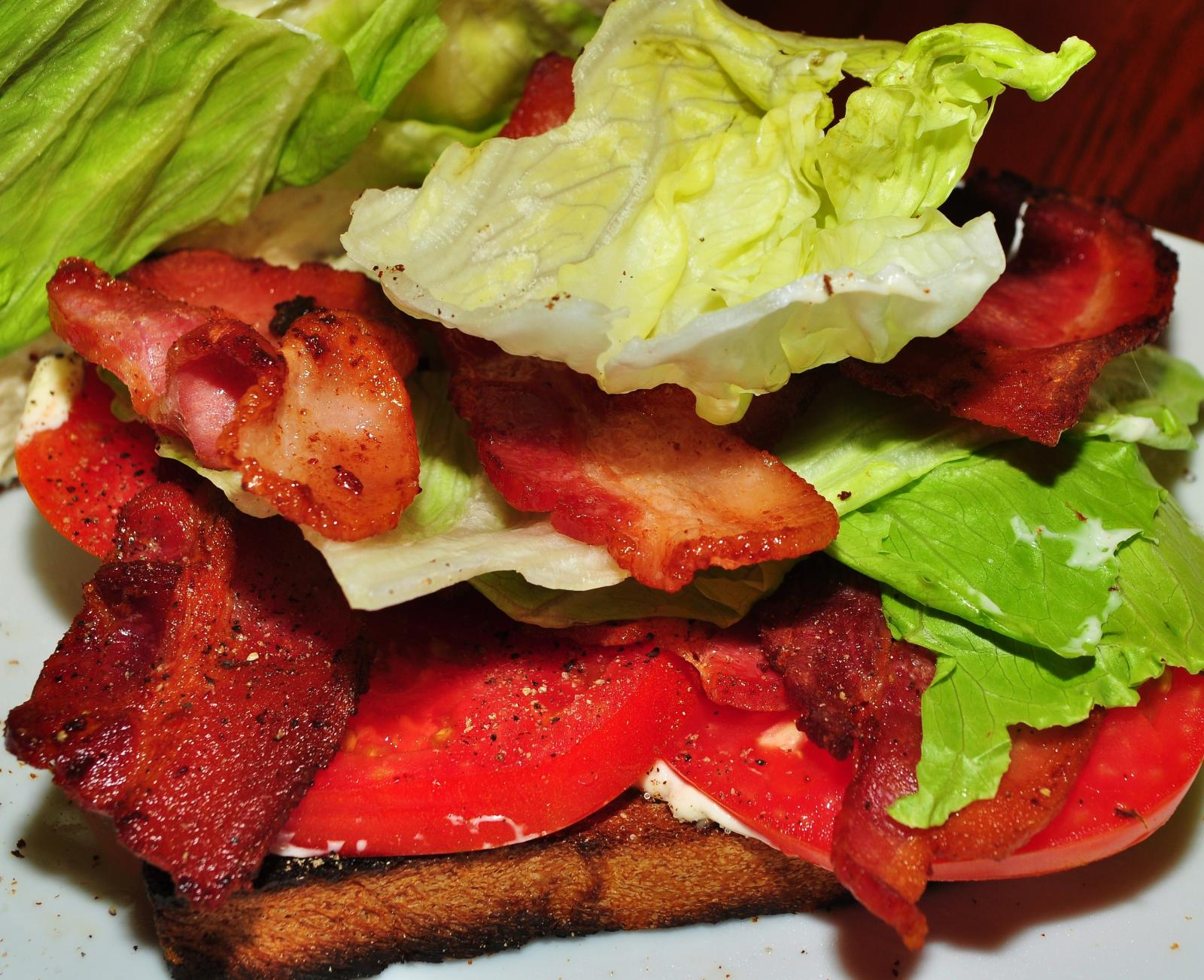
منظر قريب للبيألتي